# Joseph Joubert (abbé)
Pour les articles homonymes, voir Joseph Joubert.
Joseph Joubert, né le 15 mars 1878 à Coëx, Vendée, mort le 15 novembre 1963 à Luçon, est un prêtre catholique et un organiste français.

## Biographie
Ordonné prêtre le 22 février 1902, Baptiste, Narcisse, Joseph (3ème prénom seul usité) Joubert est nommé secrétaire et vice-chancelier de l’évêché de Luçon en 1919. Il occupe aussi le poste de chapelain du Carmel de juillet 1904 à sa mort.
Il fait des études musicales à la Schola Cantorum de Paris de 1903 à 1904. À la mort soudaine de son prédécesseur, il doit abandonner ses études pour occuper le poste d’organiste titulaire du Cavaillé-Coll de la cathédrale de Luçon de 1904 à 1935, puis de 1940 à 1946.

## Publications
Joseph Joubert a l’idée de solliciter des compositeurs pour leur demander des pièces inédites pour orgue ou harmonium (590) qu’il recueille et fait publier en 8 volumes (1912 et 1914) chez Maurice Sénart à Paris. 
Cette importante anthologie a pour titre : Maîtres contemporains de l'orgue.
« Nous savions que les seules pages d’orgue, écrites par des compositeurs russes depuis le début du XXe siècle l’avaient été à la demande d’un certain Joubert, organiste de Luçon, en France. C’est pour cela que nous considérons un peu Joseph Joubert comme le fondateur de l’école d’orgue russe contemporaine. » indique notamment Vladimir Shlyapnikoff, directeur de la Kapella de Saint-Pétersbourg, cité par l’abbé Abel Gaborit.
Après la Première Guerre mondiale, Joseph Joubert entreprend en 1921 la publication de pièces pour orgue ou harmonium en fascicules, Les Voix de la douleur chrétienne chez A. Ledent-Malay à Bruxelles, en hommage aux disparus.
Premier fascicule :
- Fernand de la Tombelle: Pro Patria, Pro Defunctis, Pro Vulneratis, Pro Lacrymantibus, Pro Deo.
- Henri Defosse : Marche funèbre, Épitaphe.
- Jacques Ibert : Choral à la manière de Franck.
- Joseph Jongen : 4 improvisations inspirées de l’Office des défunts : Requiem æternam, Pie Jesu, Quid sum miser, Recordare Jesu Pie.

Second fascicule :
- Eugène Gigout : Pièce brève.
- Paul Silva Hérard : L’heure du Glas.
- Albert Alain : Suite héroïque.
- Marie-Joseph Erb : Élégie et Marche triomphale.
- Jean Vadon : Suite.
- Henri Dallier : Offertoire funèbre.

Troisième fascicule :
- Jean Marcel Lizotte : trois Petits préludes en mi mineur.
- Gaston Singery : cinq pièces, inspirées des défunts.
- L’abbé Louis Boyer : Lamento.
- René Quignard : Dans les ruines d’une Église martyre, Nuit de Noël, Prière au Sacré Cœur de Jésus.
- Maurice Reuchsel : Offertoire hommage aux âmes héroïques, Communion Près d’une tombe délaissée, Absoute sur le chemin de l’Exil.
- Amédée Reuchsel : In memoriam, Fuga tristis.
- Émile Wambach : Ode funèbre et Action de grâces.

Quatrième fascicule des Voix de la douleur chrétienne (1924) :
- Henry Defosse de Paris, Jean-Marcel Lizotte de Bordeaux, Edmudo Torres de Séville, Marcel Courtonne de Nantes, Paul Maleingreau de Bruxelles, Léon Manière : Pièces funèbres, Mater dolorosa, Résignation, Sérénité, Gloria in excelsis, Venite ad me omnes, Ego sum vita, Confide Fili, Ne Recorderis, Credo quod Resemptor meus vivit, Stabat Mater dolorosa, Une pensée aux morts glorieux.

Cinquième fascicule :
- Désiré Walter : Stabat mater, Recordare, Oro supplex, Fiat et Lux perpetua.

Sixième fascicule  « À la mémoire des Morts de la patrie » :
- Léo de Pachmann : Préludes, Elégie, Consolation, Prière, Apothéose.